# In the Midnight Hour
In the Midnight Hour è il secondo album di Wilson Pickett, pubblicato dalla Atlantic Records nell'ottobre del 1965.

## Tracce
Lato A
1. In the Midnight Hour – 2:30 (Steve Cropper, Wilson Pickett) – Registrato a Memphis, Tennessee, 12 maggio 1965
2. Teardrops Will Fall – 2:27 (Dickey Doo, Marion Smith) – Registrato a New York City, New York, 13 novembre 1964
3. Take a Little Love – 2:18 (Wilson Pickett) – Registrato a New York City, New York, 13 novembre 1964
4. For Better of Worse – 2:45 (Don Juan Mancha, Wilson Pickett) – Registrato a New York City, New York, 12 maggio 1964
5. I Found a Love – 2:25 (Robert West, Willie Schofield, Wilson Pickett) – Registrato a Detroit, Michigan, 1961
6. That's a Man's Way – 2:19 (Steve Cropper, Wilson Pickett) – Registrato a Memphis, Tennessee, 12 maggio 1965

Durata totale: 14:44
Lato B
1. I'm Gonna Cry – 2:19 (Steve Cropper, Wilson Pickett) – Registrato a New York City, New York, 12 maggio 1964
2. Don't Fight It – 2:30 (Don Covay, Wilson Pickett) – Registrato a Memphis, Tennessee, 12 maggio 1965
3. Take This Love I've Got – 2:12 (Bonnie Rice, Eddie Floyd, Wilson Pickett) – Registrato a Cincinnati, Ohio, 19 ottobre 1962
4. Come Home Baby – 2:34 (Barry Mann, Cynthia Weil) – Registrato a New York City, New York, 13 novembre 1964
5. I'm Not Tired – 2:45 (Steve Cropper, Wilson Pickett) – Registrato a Memphis, Tennessee, 12 maggio 1965
6. Let's Kiss and Make Up – 2:30 (Willie Schofield) – Registrato a Cincinnati, Ohio, 19 ottobre 1962

Durata totale: 14:50

## Formazione
In the Midnight Hour, That's a Man's Way, Don't Fight It, I'm Not Tired
- Wilson Pickett - voce
- Joe Hall - tastiera, pianoforte
- Steve Cropper - chitarra
- Donald Dunn - basso
- Al Jackson Jr. - batteria
- Wayne Jackson - tromba
- Charles Packy Axton - sassofono tenore
- Andrew Love - sassofono tenore
- Floyd Newman - sassofono baritono

Teardrops Will Fall, Take a Little Love, Come Home Baby
- Wilson Pickett - voce
- Paul Griffin - tastiera, pianoforte
- Cornell Dupree - chitarra
- Wally Richardson - chitarra
- Jimmy Lewis - basso
- Panama Francis - batteria
- Teddy Sommer - batteria
- Jack Cortner - tromba
- Ernie Royal - tromba
- Clark Terry - tromba
- Tony Studd - trombone
- Joseph Grimaldi - sassofono tenore
- Haywood Henry - sassofono baritono
- Joe Mitchell - strumento non identificato
- Cissy Houston - cori

For Better of Worse, I'm Gonna Cry
- Wilson Pickett - voce
- Sconosciuto - pianoforte
- Sconosciuto - organo
- Sconosciuto - basso
- Sconosciuto - batteria
- Sconosciuto - tromba
- Sconosciuto - sassofono tenore
- Sconosciute - cori

I Found a Love
- Wilson Pickett - voce
- Robert Ward - chitarra
- Eddie Floyd, Ben Night, Mack Rice, Joe Stubbs - cori

Take This Love I've Got, Let's Kiss and Make Up
- Wilson Pickett - voce
- Ivory Joe Hunter - tastiera, pianoforte
- Lance Finnie - chitarra
- Robert Ward - chitarra
- Marshall Jones - basso
- Cornelius Johnson - batteria
- Ralph Pee Wee Middlebrooks - tromba
- Clarence Satch Satchell - flauto